# Petschsee
Der Petschsee, in der Umgebung auch  Bauernsee genannt, ist ein Badesee in der Nähe von Crussow und Dobberzin, im Brandenburger Landkreis Uckermark. Der Seename leitet sich vom slawischen Wort pêsŭkŭ für Sand ab.